# Rezerwat przyrody Kopanicha
Rezerwat przyrody Kopanicha – leśny rezerwat przyrody znajdujący się na terenie gminy Skierniewice w województwie łódzkim. Leży w obrębie Bolimowskiego Parku Krajobrazowego, w pobliżu drogi wojewódzkiej nr 705 i miejscowości Budy Grabskie.
- powierzchnia – 42,53 ha
- rok utworzenia – 1980
- rodzaj rezerwatu – leśny
- dokument powołujący – M.P. numer 19 pozycja 94
- przedmiot ochrony – mozaika typowych dla zachodniego Mazowsza zespołów leśnych – olsu, łęgu olszowego, boru bagiennego i grądu – z wielogatunkowym runem i drzewostanem naturalnego pochodzenia[2].

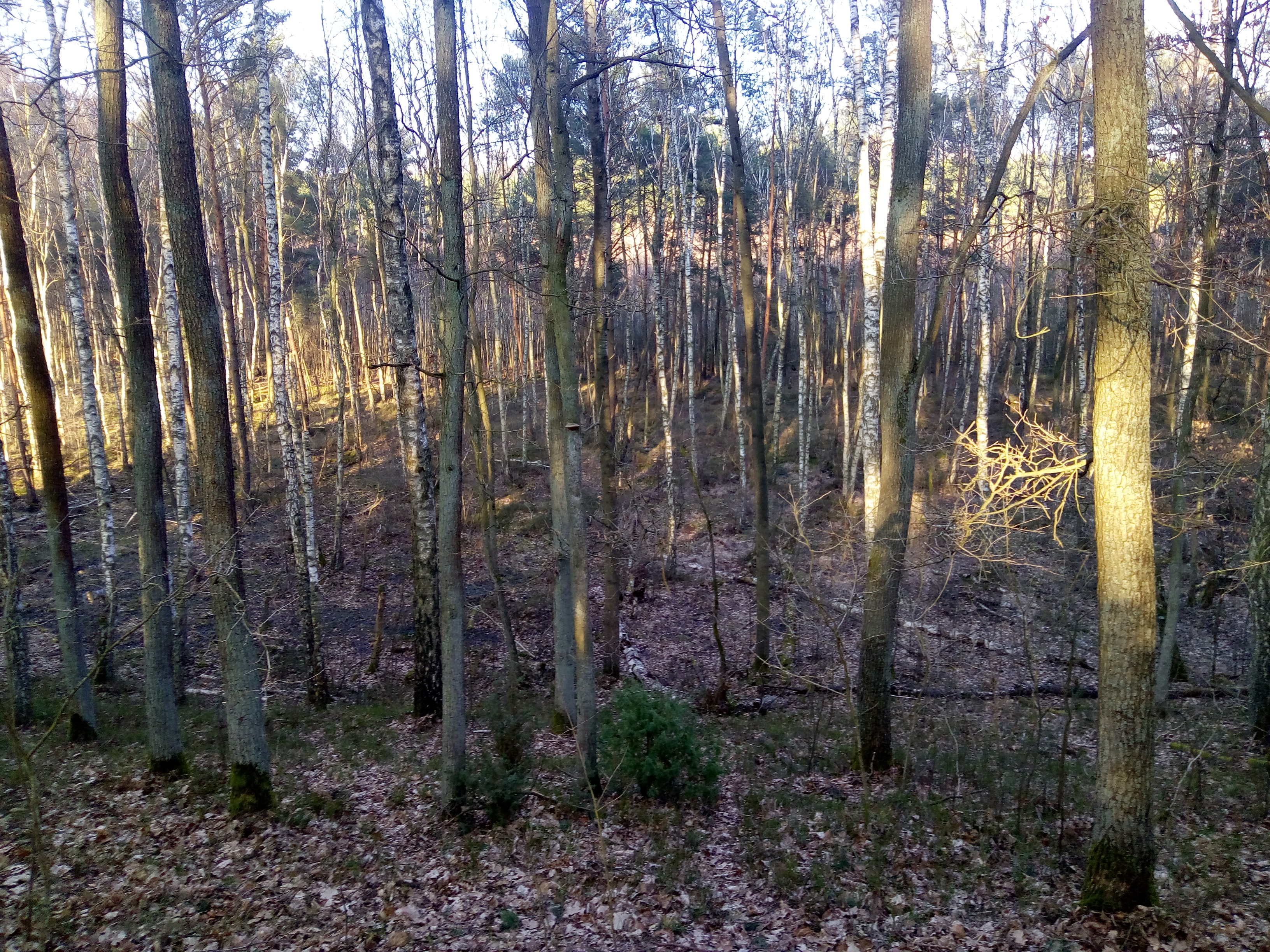
Widok ze skarpy na teren rezerwatu wczesną wiosną

Rezerwat obejmuje fragment doliny rzeki Rawki (ze stromą skarpą), która tworzy półkoliste obniżenie pośród położonych powyżej doliny terenów. Rezerwatem objęty jest też niewielki obszar powyżej skarpy.
Teren w obniżeniu jest silnie podmokły, miejscami zabagniony.
Występuje tu wiele rzadkich i chronionych gatunków roślin, m.in. widłak jałowcowaty, widłak goździsty, żurawina błotna, bagno zwyczajne, lilia złotogłów, kruszczyk szerokolistny, listera jajowata.
Rezerwat jest ostoją zwierzyny. Z płazów występuje tu żaba trawna i moczarowa, ropucha szara, rzekotka i traszka zwyczajna, z gadów – jaszczurka żyworodna i zaskroniec. Ptaki reprezentuje 35 gatunków, w tym dzięcioł czarny, dzięcioł średni i bocian czarny. Ze ssaków można tu spotkać takie gatunki jak: nornica ruda, kret, ryjówka aksamitna, rzęsorek rzeczek, sarna, dzik, lis, zając, daniel, rzadko łoś czy jeleń.
Według obowiązującego planu ochrony ustanowionego w 2018 roku, obszar rezerwatu objęty jest ochroną ścisłą.